# The New York Times

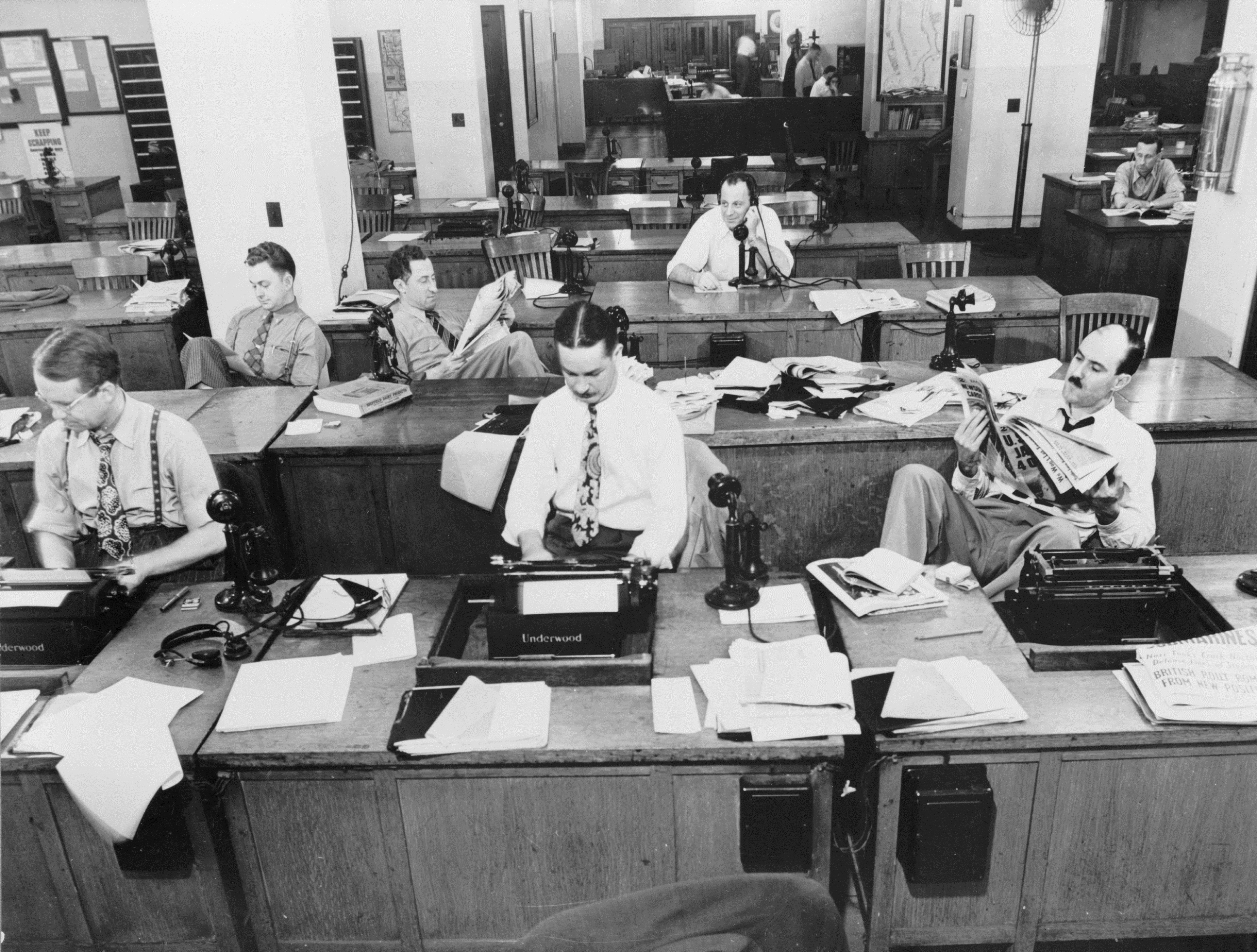
Redacția (secția știri, 1942)

The New York Times este un cotidian american ce apare în New York și este distribuit internațional. Este deținut de The New York Times Company, care are în portofoliu alte 15 publicații, printre care și International Herald Tribune și The Boston Globe.
The New York Times a fost înființat în anul 1851 și este numit the Gray Lady datorită stilului conservativ și imparțial. Ziarul a obținut 98 de premii Pulitzer până în anul 2008 și a avut un tiraj de aproximativ 1 milion de exemplare în anul 2007.